# Diamond of Istanbul
El Diamond of Istanbul sería el rascacielos construido más alto en Estambul, Turquía.  
EL proyecto está congelado desde abril de 2012 

## Localización
La construcción se localiza en el distrito de negocios central de Maslak. También es el primer rascacielos de acero del país. 

## Características
Cuando se haya completado, se elevará 270 metros sobre el nivel del suelo, superando al actual edificio más alto de Estambul, el rascacielos Zafiro de Estambul de 261 metros y 54 pisos en Levent.

### Diseño
Su diseño corre a cargo del arquitecto local Domo, consta de tres alas de acero conectadas por un ascensor/es central/es. Las tres torres acogerán, respectivamente, un hotel de lujo (la torre más alta), ooficinas de clase A (la segunda torre más alta), y apartamentos de alquiler (la torre más baja). El edificio más alto de las tres alas (La torre del Hotel) tendrá un importe global de 53 plantas más 3 plantas subterráneas, además del hotel contará con un restaurante panorámico en las dos plantas superiores al hotel, entre las alturas de 209.10 m y 213.10 m. Las alas de acero estarán conectadas en común mediante un centro comercial compuesto por 5 pisos en la parte inferior del complejo. El complejo también dispone de un aparcamiento subterráneo de 5 plantas situado en los pisos más profundos del sótano del edificio (con un total de 8 plantas bajo el suelo).

### Restaurante panorámico
El restaurante panorámico de la planta superior ofrece una vista sin obstáculos de las dos entradas del estrecho del Bósforo y ofrece la experiencia de cenar en uno de los puntos más altos de Estambul.

## Construcción
La construcción del proyecto comenzó en febrero de 2002 con el inicio de la demolición de un viejo edificio de oficinas de 9 plantas que ocupaba el lugar y ha tenido recientemente un impulso adicional con el comienzo del montaje de la torre con vigas de acero "el 25 de diciembre de 2006.
La superficie total de la obra comprende un poco más de 12.000 m².
Debido a las limitaciones de espacio alrededor de la zona de construcción (el lugar está situado en una de las arterias de transporte más concurridas de la ciudad, la avenida Buyukdere) yse quiere minimizar el impacto de las actividades de construcción en el tráfico, todas las actividades de vertido de hormigón mezclado con camiones se realizan por la noche. Actualmente, a partir de 2011, el proyecto está en espera.
Las empresas involucradas en el desarrollo y la construcción de este proyecto hasta este momento son las siguientes:
- Hattat Holding (sociedad inversora de Estambul) Sitio Web Archivado el 14 de enero de 2013 en Wayback Machine..
- Dome Architecture  (diseñador arquitectónico del proyecto) Sitio Web.
- Hattat Insaat (filial de construcción de Hattat Holding y la empresa de construcción principal del proyecto).
- MG Insaat (subcontratista de construcción del proyecto).
- Burak Hafriyat (encargado de excavación de la base del proyecto) Sitio Web Archivado el 22 de julio de 2011 en Wayback Machine..
- Thornton-Tomasetti Ingenieros (a su cargo tiene el diseño estructural de las alas de acero y las torres) Sitio Web.
- Tuncel Mühendislik (diseño estático del proyecto) Sitio Web.
- Arcelor Commercial Sections S.A. (producción de las columnas y vigas de acero del proyecto) Sitio Web.
- Tabosan (instalaciones finales estructurales) Sitio Web.
- Samko (especializado en consultas de montaje in situ de las columnas y vigas de acero) Sitio Web Archivado el 30 de septiembre de 2011 en Wayback Machine..
- Tanrıöver Mühendislik (ingeniería mecánica) Sitio Web.
- OYAK Beton y Nuh Beton (empresas proveedoras del hormigón premezclado en la obra) y otras empresas turcas e internacionales.